# 渡邊亮徳
渡邊 亮徳（わたなべ よしのり、1930年2月18日 - 2019年5月20日）は、日本の映画・実写特撮、アニメーション、テレビプロデューサー、元東映社員。
東京府（現在の東京都）出身。専修大学卒業。東映株式会社本社副社長、東映ビデオ株式会社代表取締役社長、株式会社東急エージェンシー顧問、株式会社伊藤園、株式会社東北新社顧問、（社団法人）日本映画テレビプロデューサー協会副会長などを務めた。

## 来歴
1952年1月に東映へ入社し、営業部配給課営業係に配属された。1953年に関東支社営業一課へ異動。1958年から東京担当となった。
1959年に東映にテレビ課が新設され、初代課長となった今田智憲から東映社長大川博への進言により、1964年6月には営業部テレビ課に移動し、今田の後任として課長就任。テレビ事業部長兼テレビ企画営業部長などを経て、東映テレビ部部長に昇進。
1986年東映専務取締役に就任。1989年6月に東映ビデオ社長に就任。1994年東映取締役副社長に就任。
1995年の税務調査で、渡邊の度を超えた会社のカネの使い込みが発覚。これが大きな問題となり、責任を取る形で東映副社長、および東映グループ16社の役員を1996年4月5日付けで辞任、東映から離れた。
東映退社後は、個人事務所「渡邊事務所」を作って活動した。大下英治著『日本ヒーローは世界を制す』など二冊、渡邊に関係する書物がある。
2019年5月20日午前3時35分、老衰のため東京都渋谷区の自宅にて死去。89歳没。死去からおよそ2ヶ月後に公開された映画『劇場版 仮面ライダージオウ Over Quartzer』では、ポストクレジットシーンのあとに「We miss you,Mr.Yoshinori Watanabe(1930-2019).」との献辞が掲げられている。

## 人物・エピソード
- 「お客様が得をする。私共も得をする。両方、得する亮徳（）です」を営業時のキャッチフレーズとしていた[1][2]。セールスマンとして活動していた営業時代のあだ名は「ブルドーザー」「ギャング」「大名」[1][2][4]。
- 口の巧さから「渡邊が来ると騙される」と揶揄されることもあった[1]。自身もそれを自覚しており、金銭が絡む契約時には出向かないようにしていた[1]。
- 企画者として今現在流行しているものを追いかけるのではなく、次に来るブームを見定めることを重視している[1][18][19]。また、「企画は螺旋形に推移する」という持論を掲げており、過去に流行したものは少し進化した形で再び流行すると考察している[1][19]。『仮面ライダー』企画時は、当時ヒットしていた『タイガーマスク』を参考にしつつ、ブームが過渡期にあったスポ根ものではなく『月光仮面』に代表される仮面ヒーローとすることを直感したという[1]。また、「モーレツ」や「ビューティフル」に代わるものを作ろうという意気込みもあり、「変身ブーム」が社会現象となった時には自分たちの努力が実ったことを感じたという[18]。
- 東映プロデューサーの平山亨は、渡邊について映画の営業を勤めていた経験から、作品の当否について鋭い勘を持っていたと評している[20]。『仮面ライダー』の企画時では、強力な裏番組に対して勝算のない仮面ヒーロー物をぶつけるという渡邊の提案に対し、平山は半信半疑であったが最終的には渡邊の勘を信じたと述べている[20]。
- 『仮面ライダー』の開始当初、赤字を理由として役員会で叱責された際、社長の大川博に対して「将来100億売ってみせる」と大見得を切った[1]。その後、渡邊はテレビ作品の制作を拡大し、最高で300億円売り上げるに至った[1]。多忙な中でも同シリーズの試写はほとんど立ち会ったという[18]。
- 『人造人間キカイダー』では、脚本[注釈 1]も担当している。東映プロデューサーの吉川進によれば、内容に対する批判が多かったため、渡邊が自ら執筆に名乗りを挙げたという[22]。
- 『キカイダー』に登場するライバルキャラクターであるハカイダーは、渡邊が組織の脱走者であるキカイダーに対して怪獣型の追手よりもさらに凶悪な追手を登場させて追い込む、という考えから発案したものである[22]。

### 交際費支出問題
前述の通り、東映ビデオの社長在任中に交際費の不正支出問題が明るみに出ているが、その内容はカンヌの出張など年数回の海外出張に夫人や子息を同伴させ、仕事は1日か2日で終わるのにもかかわらずそのまま会社持ちでヨーロッパを2週間も旅行し、飛行機はファーストクラスでホテルも超一流のスイート。移動はすべてリムジンを使用し、贅沢三昧の食事に買い物のし放題。東映ビデオの法人名義になっているするがカード（駿河銀行）を家族で使い、海外出張1回あたり、300万円前後の金が会社口座から引き落とされた。また6年前にも銀座のクラブなどの偽造領収書で会社から約5,000万円を不正に所得し、修正申告には応じたが追徴課税は会社に負担させた。また会社に三越や松屋の商品券を月額50万円前後購入させ、私用に使ったり、さらに念の入ったことに、買い物の際の領収証を使って会社から金を受け取った、銀座で購入した時計を経費で落とした、渡辺の自宅近くの書店から子息用の美術全集を購入し、月額5万円の支払いを会社にさせたなどといったものが挙げられる。その他、東映ビデオの販売代理店や下請けの制作プロダクションからの賄賂や収奪もあったとされ、背任横領罪が充分に成立するケースとされた。
これが翌1996年2月に怪文書として東映社内は勿論、取り引き銀行や系列のテレビ朝日にもばら撒かれ、1996年3月には東京国税局特別国税調査官が、渡邊が社長を務める東映ビデオに税務調査に入り、渡邊が社長在任中の1990年から1995年までに約1億3,000万円の申告漏れを指摘された。この中の約6,000万円については、交際費を別の項目に付け替えるなどの仮装・隠ぺい行為による所得隠しがあったと認定され、重加算税をかけられた。また、渡邊が私的に流用した交際費の一部や、家族連れで出掛けた海外出張の経費を役員賞与と認定し、約6,000万円の申告漏れを指摘。渡邊個人にも重加算税など約1,900万円が追徴された。東映の内部調査では、1991年から3年間の東映ビデオの総交際費は4億5,400万円で、うち計約9,000万円が後に関係のない高級呉服や高級時計などの領収書をつけるなど不明朗な支出だったことが判明、ずさんな経理処理を恒常的に行っていたと判断した。
これらは当時のマスメディアも大きく取り上げる事態となった。税務署の調査で怪文書の内容が驚くほど正確で、税務署も感心するほどだったが、渡邊は『FOCUS』の取材に対して悪びれることなく、「全部会社の接待で使った経費だから、会社に支払わせるのは当然。海外のレセプションは夫人同伴は自然で、妻同行は業務のうちと判断して会社の総務も金を出した。税務署が払えと言うから、オレが使った金だから追徴金を払ったよ。私はいままで体を張って東映を儲けさせて来た。このやり方で40年間うまく行ってるんだから、カネの使い方は変えようがない。"仮面ライダー"は日本で20億円儲けたし、"パワーレンジャー"はアメリカで50億円儲けた。だから怪文書なんてゴミみたいな話をするな！　私は最後の活動屋だよ。いまの若い官僚みたいな社員には分からないかも知れないが、私のやり方は岡田茂会長は理解してくれてるハズだ」などと話した。
しかし1996年2月29日付けで「ビデオ事業・テレビ事業統括」担当を解任され、無任所副社長となる。岡田会長は「彼は本体が儲からなかった時に一気に稼いでくれたから、僕も多少の交際費は使わせてやってもいいと思った。でも女房のカネぐらいは自分で出さなくちゃいかん。最初は6月の株主総会までは引き留めてやろうと思ったが、『FOCUS』で偉そうに喋ってるのを記事で読み、亮徳を呼んで『辞めろ』と言ったんだ。彼は素直に『わかりました。申し訳ありません。今後ともよろしくお願いします』と言うから、『夏が過ぎたら個人事務所でも作れ』と言ったんだ」と話した。捜査が進んで解雇になると2億円の退職金が払われなくなる恐れもあった 上、組合からも責任を追及されていたこともあり、渡邊は岡田の進言を受け入れ自発的な退職を選択した。
渡邊の辞任後、彼に対する退職金支払いについて組合が問題視し、トップを務める岡田の責任を厳しく追及する動きが強まったことから、株主総会前に対応を迫られて退職金不払いを決めた。東映は「イメージ的にも会社に迷惑をかけたため」と説明した。株主総会では株主から渡邊の問題に関する質疑も予想されたが特になかった。怪文書は反岡田勢力からのリークで、本来は岡田が住専と深い関係があることを糾弾し、岡田体制の弱体化を狙ったものだったが、岡田の権力も相当なものでこれを跳ね返され、結局渡邊の首切りだけで終わった。

## 企画・制作
- ザ・サイレンサー MAGNUM357 CODENAME : SILENCER, BODY COUNT （1994年）
- セヴンスフロアー SEVENTH FLOOR
- サイボーグ009 超銀河伝説
- パワーレンジャー POWER RANGERS
- 仮面の忍者 赤影
- ジャイアントロボ
- 忍者ハットリくん
- がんばれ!!ロボコン
- 宇宙からのメッセージ
- クライング フリーマン
- 仮面ライダーシリーズ
- ウルトラマンVS仮面ライダー
- スーパー戦隊シリーズ
- スパイダーマン
- 牙狼-GARO-
- FUTURE WAR 198X年
- 人造人間キカイダー
- 人造人間ハカイダー
- 太陽の黙示録
- ゲゲゲの鬼太郎
- タイガーマスク
- マジンガーZ
- デビルマン
- キューティーハニー
- キャンディ・キャンディ
- ドラゴンボールZ
- キン肉マン
- 一休さん
- 非情のライセンス
- 特別機動捜査隊
- Gメン75
- キイハンター
- 特捜最前線
- 探偵物語
- あぶない刑事
- 水戸黄門
- 暴れん坊将軍
- 影の軍団
- 子連れ狼

など